# Challenger de Drummondville 2024
Il Challenger de Drummondville 2024 è stato un torneo maschile di tennis professionistico. È stata la 17ª edizione del torneo, facente parte della categoria Challenger 75 nell'ambito dell'ATP Challenger Tour 2024, con un montepremi di 82 000 $. Si è giocato dall'11 al 17 novembre 2024 sui campi in cemento indoor del Tennis intérieur René-Verrier di Drummondville, in Canada.

## Partecipanti

### Teste di serie
| Nazionalità | Giocatore            | Ranking* | Testa di serie |
| ----------- | -------------------- | -------- | -------------- |
| Australia   | James Duckworth      | 77       | 1              |
| Stati Uniti | Aleksandar Kovacevic | 101      | 2              |
| Argentina   | Juan Pablo Ficovich  | 175      | 3              |
| Giappone    | James Trotter        | 198      | 4              |
| Argentina   | Facundo Mena         | 199      | 5              |
| Stati Uniti | Brandon Holt         | 201      | 6              |
| Tunisia     | Aziz Dougaz          | 205      | 7              |
| Australia   | Bernard Tomic        | 207      | 8              |

* Ranking al 4 novembre 2024.

### Altri partecipanti
I seguenti giocatori hanno ricevuto una wild card per il tabellone principale:
- Nicolas Arseneault
- Vasek Pospisil
- Jaden Weekes

Il seguente giocatore è entrato in tabellone con il ranking protetto:
- Alastair Gray

I seguenti giocatori sono passati dalle qualificazioni:
- Juan Carlos Aguilar
- Robin Catry
- Alfredo Perez
- Patrick Zahraj
- Antoine Ghibaudo
- Ben Jones

## Punti e montepremi
| Torneo    | Torneo              | V     | F     | SF    | QF    | 2T    | 1T  | Q | Q2  | Q1  |
| Singolare | Punti               | 75    | 44    | 22    | 12    | 6     | 0   | 4 | 2   | 0   |
| Singolare | Premi in denaro ($) | 9 880 | 5 820 | 3 450 | 2 000 | 1 165 | 720 | – | 360 | 185 |
| Doppio    | Punti               | 75    | 44    | 22    | 12    | –     | 0   | – | –   | –   |
| Doppio    | Premi in denaro ($) | 4 250 | 2 450 | 1 480 | 880   | –     | 500 | – | –   | –   |

## Campioni

### Singolare
Aidan Mayo ha sconfitto in finale  Chris Rodesch con il punteggio di 6–3, 3–6, 6–4.

### Doppio
Robert Cash /  James Tracy hanno sconfitto in finale  Liam Draxl /  Cleeve Harper con il punteggio di 6–2, 6–4.